# Medaille van H.M. Koning-Moeder Emma voor redding van Schipbreukelingen
De Koningin-Moeder, oud-Regentes Emma heeft veel aan liefdadigheid gedaan. Zij stelde ook medailles in. De Medaille van H.M. Koning-Moeder Emma voor redding van Schipbreukelingen werd in 1904 ingesteld.
Er waren in Nederland al diverse medailles voor het redden van drenkelingen beschikbaar. Er waren reddingsmedailles van de organisaties die drenkelingen aan wal brachten. Zo waren er de Koninklijke Erepenning voor Menslievend Hulpbetoon, oorspronkelijk in de vorm van een gouden en zilveren legpenning, uit 1822, sinds 1897 aan een lint gedragen, De Medaille van de Zuid-Hollandsche Maatschappij tot Redding van Schipbreukelingen uit 1838 in goud en zilver en de  Medaille van de Noord- en Zuid-Hollandsche Redding Maatschappij uit 1840. 
Nu volgde het Koninklijk Huis met een medaille waarbij het voorbeeld van Koning Willem III werd gevolgd die in 1855 een Watersnoodmedaille had laten slaan. Het gaat hier niet om Koninklijke Onderscheidingen, de genoemde medailles zijn particuliere initiatieven. Pas met de De Ruyter-medaille kwam er in 1907 een Koninklijke Onderscheiding voor reddingswerk op zee.
Aan de medaille was weinig behoefte. In 1905 volgde al de instelling van een Reddingsmedaille die verbonden was aan de Huisorde van Oranje, de nooit toegekende Medaille voor Moed en Zelfopoffering.

## De medaille
De Medaille van H.M. Koning-Moeder Emma voor redding van Schipbreukelingen werd alleen in zilver uitgereikt en heeft een diameter van 38 millimeter. 
Op de voorzijde van de ronde medaille is Koningin Emma als weduwe, met diadeem en sluier, afgebeeld, daaronder staat de tekst: "EMMA KONINGIN MOEDER".
De keerzijde van de medaille toont een  schip in nood op een woeste zee. Rechts van het schip is een vuurtoren afgebeeld en op de voorgrond ziet men een vlot met meerdere schipbreukelingen. Dit tafereel is omgeven door een reddingsboei met het omschrift: "HELDEN  MOED EN NAASTEN LIEFDE". De medaille heeft een brede afsnede in de vorm van een 
gespannen zeil waarop ruimte was voor een persoonlijke inscriptie. De medaille werd door de medailleur J.C. Wienecke ontworpen.
De medaille werd op de rechterborst gedragen aan een 36 millimeter breed lint dat horizontaal was gestreept van geel-oranje en nassausch blauw, waarlangs verticaal zwart, rood, 
geeloranje, blauwe en blauw, geeloranje, rood, zwarte randen waren aangebracht. De vormgeving van het lint was, met de horizontale strepen, eerder Duits dan Nederlands en de kleuren zijn die van Nederland, Oranje en het Huis Waldeck-Pyrmont waaruit Emma stamde. 
Van de medaille zijn miniaturen bekend met een middellijn van 20 millimeter.